# Nuevo Continente
Nuevo Continente (bis 2004 Aero Continente) war eine peruanische Fluggesellschaft in Peru, die ihren Betrieb im Jahr 2005 eingestellt hat. Sie bot nationale sowie internationale Charter- und Linienflüge an. 

## Geschichte
Die Gesellschaft wurde am 4. Januar 1992 unter dem Namen Aero Continente in Tarapoto gegründet und nahm ihren Betrieb am 25. Mai 1992 auf. Mit Tarapoto wurde bewusst eine abgelegene Randregion in Peru gewählt, um steuerliche Vorteile zu nutzen. Zunächst wurden Charterflüge für das US-amerikanische Unternehmen Occidental Petroleum durchgeführt, das in Peru Erdöl förderte. Ab dem 20. Juli 1993 erfolgten nationale Linienflüge.
In den Anfängen spürte die Gesellschaft die starke Konkurrenz der staatlichen Aeroperú. Diese jedoch geriet in wirtschaftliche Schwierigkeiten und Aero Continente gewann an Boden gegenüber dem Rivalen. 1999, nach dem Niedergang der Aeroperú, wurde Aero Continente größten peruanischen Fluggesellschaft.
Zusammen mit einer Chilenischen Investmentgruppe gründete man gegen Ende 1999 die Aero Continente Chile. Die chilenische Regierung jedoch beschuldigte das Flugpersonal, die neue Gesellschaft als Drogenkurier zu missbrauchen, groundete die Flotte im Juni 2002 und beschlagnahmte die Vermögenswerte. Aero Continente Chile erklärte den Konkurs und unterstellte der Regierung, die Gesellschaft bewusst zu Gunsten der ehemals staatlichen LAN Chile (der heutigen LATAM Airlines) zu schädigen. In der Folge wurde die Fluggesellschaft Aero Continente Dominicana in der Dominikanischen Republik gegründet.
Im Januar 2004 wurde es dem Gründer von Aero Continente, Fernando Zevallos, untersagt in die USA einzureisen.  Im selben Jahr erhielt die Airline aus Sicherheitsgründen in den USA Flugverbot. Am 1. Juni 2004 wurde die Gesellschaft in den USA auf eine schwarze Liste (List of Specially Designated Nationals and Blocked Persons) gesetzt, die es Amerikanern verbietet, mit den Betroffenen Handel zu treiben. Gleichentags bezeichnete der US-Präsident George W. Bush Zevallos als „ausländischen Drogenboss“ („foreign narcotics kingpin“) und belegte ihn mit Sanktionen. Die amerikanische Regierung hatte die Gesellschaft bereits längere Zeit in Verdacht, Drogengelder zu waschen. Die Verantwortlichen der Gesellschaft wiesen diese Anschuldigungen zurück.
Das US-amerikanische Embargo gegen Aero Continente zwang diese in die Knie. Der Versicherer der Gesellschaft, Global Aerospace, gehört teilweise Amerikanern und brach daher alle Geschäftsbeziehungen mit der Airline ab. Nach peruanischem Gesetz ist eine Versicherung für Fluggesellschaften jedoch vorgeschrieben, und ab dem 12. Juli 2004 musste Aero Continente deshalb alle ihre Flüge einstellen.
Der Eigentümer Zevallos veräußerte Aero Continente zehn Tage später für 3,5 Millionen US-Dollar die Vuela Peru, einer von den ehemaligen Mitarbeitern gegründete Auffanggesellschaft. Der Unternehmensname wurde daraufhin in Nuevo Continente geändert und mit einer deutlich reduzierten Flotte erneut nationale Flüge aufgenommen. Doch auch diese Gesellschaft wurde auf die Schwarze Liste der USA gesetzt. Und 2005 existierte Nuevo Continente bereits nicht mehr; sie erklärte Konkurs.

## Flotte

### Flotte bei Betriebseinstellung
Die Flotte der Nuevo Continente bestand im Februar 2005 aus:
- 3 Boeing 727-100
- 2 Boeing 737-200
- 1 Fokker F28 (eingelagert in Lima)

### Zuvor eingesetzte Flugzeuge
Zuvor wurden auch folgende Flugzeugtypen eingesetzt:
- Boeing 727-100
- Boeing 727-200
- Boeing 737-300
- Boeing 757
- Boeing 767
- Fairchild F-27
- Lockheed L-1011 TriStar (gemietet)
- British Aerospace Jetstream 31